# Női műkorcsolya a 2017. évi téli európai ifjúsági olimpiai fesztiválon
A 2017. évi téli európai ifjúsági olimpiai fesztiválon a műkorcsolya versenyszámainak Erzurum adott otthont. A női műkorcsolya rövid programjának bemutatását február 13.-án tartották, a kürt pedig február 15.-én rendezték.

## Eredmények

### Rövid program
| H   | Név                        | Nemzet             | Lev.  | Komponensek súlyszámnélküli pontszáma | Komponensek súlyszámnélküli pontszáma | Komponensek súlyszámnélküli pontszáma | Komponensek súlyszámnélküli pontszáma | Komponensek súlyszámnélküli pontszáma | KSÖ   | Tech. | Össz. | Mj |
| H   | Név                        | Nemzet             | Lev.  | KK                                    | Á                                     | E                                     | K                                     | KK                                    | KSÖ   | Tech. | Össz. | Mj |
| --- | -------------------------- | ------------------ | ----- | ------------------------------------- | ------------------------------------- | ------------------------------------- | ------------------------------------- | ------------------------------------- | ----- | ----- | ----- | -- |
| 1.  | Alina Zagitova             | Oroszország        | -1.00 | 7.25                                  | 7.00                                  | 7.10                                  | 7.30                                  | 7.25                                  | 28.72 | 30.58 | 58.30 |    |
| 2.  | Anastasia Gozhva           | Ukrajna            | -1.00 | 5.90                                  | 5.45                                  | 5.75                                  | 5.70                                  | 5.90                                  | 22.96 | 27.82 | 49.78 |    |
| 3.  | Kristina Shkuleta-Gromova  | Észtország         | -1.00 | 5.25                                  | 5.05                                  | 5.20                                  | 5.25                                  | 5.30                                  | 20.84 | 24.21 | 44.05 |    |
| 4.  | Lucrezia Gennaro           | Olaszország        | 0.00  | 5.20                                  | 4.90                                  | 5.15                                  | 5.20                                  | 5.15                                  | 20.48 | 23.19 | 43.67 |    |
| 5.  | Silvia Hugec               | Szlovákia          | 0.00  | 4.80                                  | 4.45                                  | 4.85                                  | 4.70                                  | 4.70                                  | 18.80 | 23.77 | 42.57 |    |
| 6.  | Hanna Paroshyna            | Fehéroroszország   | 0.00  | 4.95                                  | 4.55                                  | 4.70                                  | 4.75                                  | 4.70                                  | 18.92 | 23.57 | 42.49 |    |
| 7.  | Amanda Stan                | Románia            | 0.00  | 4.95                                  | 4.75                                  | 4.95                                  | 4.85                                  | 4.95                                  | 19.56 | 22.37 | 41.93 |    |
| 8.  | Alizee Crozet              | Franciaország      | 0.00  | 5.25                                  | 4.80                                  | 4.85                                  | 5.05                                  | 5.05                                  | 20.00 | 20.33 | 40.33 |    |
| 9.  | Anna Litvinenko            | Egyesült Királyság | 0.00  | 5.00                                  | 4.60                                  | 4.80                                  | 4.75                                  | 4.80                                  | 19.16 | 19.85 | 39.01 |    |
| 10. | Sam Jansen                 | Hollandia          | 0.00  | 4.80                                  | 4.50                                  | 4.60                                  | 4.60                                  | 4.65                                  | 18.52 | 19.37 | 37.89 |    |
| 11. | Katarina Kitarovic         | Horvátország       | 0.00  | 4.45                                  | 4.10                                  | 4.50                                  | 4.45                                  | 4.50                                  | 17.60 | 18.98 | 36.58 |    |
| 12. | Presiyana Dimitrova        | Bulgária           | 0.00  | 4.50                                  | 4.25                                  | 4.55                                  | 4.55                                  | 4.55                                  | 17.92 | 17.74 | 35.66 |    |
| 13. | Laura Karhunen             | Finnország         | -1.00 | 4.40                                  | 4.15                                  | 4.15                                  | 4.40                                  | 4.30                                  | 17.12 | 18.14 | 34.26 |    |
| 14. | Anna Ivancenco             | Moldova            | -1.00 | 4.85                                  | 4.55                                  | 4.85                                  | 4.85                                  | 4.80                                  | 19.12 | 15.26 | 33.38 |    |
| 15. | Valerija Keda              | Litvánia           | 0.00  | 4.15                                  | 3.70                                  | 3.95                                  | 4.00                                  | 3.80                                  | 15.68 | 16.04 | 31.72 |    |
| 16. | Ekin Saygi                 | Törökország        | -2.00 | 4.60                                  | 4.40                                  | 4.30                                  | 4.60                                  | 4.45                                  | 17.88 | 14.73 | 30.61 |    |
| 17. | Lara Gucek                 | Szlovénia          | -1.00 | 4.20                                  | 4.00                                  | 4.05                                  | 4.10                                  | 4.20                                  | 16.44 | 14.88 | 30.32 |    |
| 18. | Josephine Kaersgaard       | Dánia              | -2.00 | 4.55                                  | 4.30                                  | 4.35                                  | 4.50                                  | 4.40                                  | 17.68 | 14.14 | 29.82 |    |
| 19. | Herdis Birna Hjaltalin     | Izland             | 0.00  | 3.80                                  | 3.45                                  | 3.75                                  | 3.85                                  | 3.70                                  | 14.84 | 13.05 | 27.89 |    |
| 20. | Elisavet Voulgari          | Görögország        | 0.00  | 4.00                                  | 3.85                                  | 3.95                                  | 3.90                                  | 4.10                                  | 15.84 | 8.82  | 24.66 |    |
| 21. | Daniella Vanessa Ipsaridou | Ciprus             | -2.00 | 3.10                                  | 2.75                                  | 2.80                                  | 3.05                                  | 2.90                                  | 11.68 | 11.03 | 20.71 |    |

### Kür
| H   | Név                        | Nemzet             | Lev.  | Komponensek súlyszámnélküli pontszáma | Komponensek súlyszámnélküli pontszáma | Komponensek súlyszámnélküli pontszáma | Komponensek súlyszámnélküli pontszáma | Komponensek súlyszámnélküli pontszáma | KSÖ   | Tech. | Össz.  | Mj |
| H   | Név                        | Nemzet             | Lev.  | KK                                    | Á                                     | E                                     | K                                     | KK                                    | KSÖ   | Tech. | Össz.  | Mj |
| --- | -------------------------- | ------------------ | ----- | ------------------------------------- | ------------------------------------- | ------------------------------------- | ------------------------------------- | ------------------------------------- | ----- | ----- | ------ | -- |
| 1.  | Alina Zagitova             | Oroszország        | 0.00  | 7.40                                  | 7.30                                  | 7.50                                  | 7.80                                  | 7.65                                  | 60.24 | 68.52 | 128.76 |    |
| 2.  | Alizee Crozet              | Franciaország      | 0.00  | 5.50                                  | 5.15                                  | 5.35                                  | 5.40                                  | 5.40                                  | 42.88 | 42.13 | 85.01  |    |
| 3.  | Lucrezia Gennaro           | Olaszország        | -1.00 | 5.40                                  | 5.20                                  | 5.25                                  | 5.40                                  | 5.35                                  | 42.56 | 40.30 | 81.86  |    |
| 4.  | Hanna Paroshyna            | Fehéroroszország   | 0.00  | 5.40                                  | 5.00                                  | 5.25                                  | 5.30                                  | 5.15                                  | 41.76 | 38.10 | 79.86  |    |
| 5.  | Kristina Shkuleta-Gromova  | Észtország         | -1.00 | 5.40                                  | 5.10                                  | 5.35                                  | 5.30                                  | 5.20                                  | 42.16 | 38.60 | 79.76  |    |
| 6.  | Anna Litvinenko            | Egyesült Királyság | 0.00  | 5.00                                  | 4.70                                  | 4.95                                  | 4.95                                  | 5.00                                  | 39.36 | 39.28 | 78.64  |    |
| 7.  | Anastasia Gozhva           | Ukrajna            | -1.00 | 5.80                                  | 5.60                                  | 5.55                                  | 5.85                                  | 5.70                                  | 45.60 | 32.80 | 77.40  |    |
| 8.  | Silvia Hugec               | Szlovákia          | -1.00 | 5.20                                  | 4.90                                  | 5.15                                  | 5.30                                  | 5.05                                  | 40.96 | 34.94 | 74.90  |    |
| 9.  | Amanda Stan                | Románia            | -1.00 | 5.25                                  | 5.05                                  | 5.25                                  | 5.25                                  | 5.30                                  | 41.76 | 33.79 | 74.55  |    |
| 10. | Laura Karhunen             | Finnország         | 0.00  | 4.90                                  | 4.50                                  | 4.65                                  | 4.85                                  | 4.65                                  | 37.68 | 31.56 | 69.24  |    |
| 11. | Presiyana Dimitrova        | Bulgária           | -4.00 | 4.55                                  | 4.25                                  | 4.30                                  | 4.55                                  | 4.50                                  | 35.44 | 30.76 | 62.20  |    |
| 12. | Anna Ivancenco             | Moldova            | 0.00  | 4.70                                  | 4.35                                  | 4.45                                  | 4.55                                  | 4.45                                  | 36.00 | 25.62 | 61.62  |    |
| 13. | Lara Gucek                 | Szlovénia          | 0.00  | 4.05                                  | 3.85                                  | 4.05                                  | 4.15                                  | 4.05                                  | 32.24 | 28.90 | 61.14  |    |
| 14. | Valerija Keda              | Litvánia           | -1.00 | 4.30                                  | 3.95                                  | 4.15                                  | 4.30                                  | 4.05                                  | 33.20 | 27.69 | 59.89  |    |
| 15. | Katarina Kitarovic         | Horvátország       | 0.00  | 4.55                                  | 4.15                                  | 4.40                                  | 4.50                                  | 4.55                                  | 35.44 | 22.43 | 57.87  |    |
| 16. | Ekin Saygi                 | Törökország        | -3.00 | 4.65                                  | 4.25                                  | 4.35                                  | 4.45                                  | 4.60                                  | 35.68 | 20.39 | 53.07  |    |
| 17. | Josephine Kaersgaard       | Dánia              | -2.00 | 4.30                                  | 3.95                                  | 4.10                                  | 4.20                                  | 4.05                                  | 32.96 | 20.72 | 51.68  |    |
| 18. | Herdis Birna Hjaltalin     | Izland             | 0.00  | 3.50                                  | 3.30                                  | 3.40                                  | 3.50                                  | 3.35                                  | 27.28 | 22.78 | 50.06  |    |
| 19. | Sam Jansen                 | Hollandia          | -3.00 | 4.55                                  | 4.10                                  | 4.00                                  | 4.45                                  | 4.20                                  | 34.08 | 18.64 | 49.72  |    |
| 20. | Elisavet Voulgari          | Görögország        | 0.00  | 3.95                                  | 3.80                                  | 3.90                                  | 4.00                                  | 3.90                                  | 31.28 | 15.45 | 46.73  |    |
| 21. | Daniella Vanessa Ipsaridou | Ciprus             | -1.00 | 2.90                                  | 2.50                                  | 2.75                                  | 2.75                                  | 2.60                                  | 21.60 | 13.70 | 34.30  |    |

### Összesítés
| H   | Név                        | Nemzet             | Rövid program | Kür    | Össz.  | Mj |
| --- | -------------------------- | ------------------ | ------------- | ------ | ------ | -- |
| 1.  | Alina Zagitova             | Oroszország        | 58.30         | 128.76 | 187.06 |    |
| 2.  | Anastasia Gozhva           | Ukrajna            | 49.78         | 77.40  | 127.18 |    |
| 3.  | Lucrezia Gennaro           | Olaszország        | 43.67         | 81.86  | 125.53 |    |
| 4.  | Alizee Crozet              | Franciaország      | 40.33         | 85.01  | 125.34 |    |
| 5.  | Kristina Shkuleta-Gromova  | Észtország         | 44.05         | 79.76  | 123.81 |    |
| 6.  | Hanna Paroshyna            | Fehéroroszország   | 42.49         | 79.86  | 122.35 |    |
| 7.  | Anna Litvinenko            | Egyesült Királyság | 39.01         | 78.64  | 117.65 |    |
| 8.  | Silvia Hugec               | Szlovákia          | 42.57         | 74.90  | 117.47 |    |
| 9.  | Amanda Stan                | Románia            | 41.93         | 74.55  | 116.48 |    |
| 10. | Laura Karhunen             | Finnország         | 34.26         | 69.24  | 103.50 |    |
| 11. | Presiyana Dimitrova        | Bulgária           | 35.66         | 62.20  | 97.86  |    |
| 12. | Anna Ivancenco             | Moldova            | 33.38         | 61.62  | 95.00  |    |
| 13. | Katarina Kitarovic         | Horvátország       | 36.58         | 57.87  | 94.45  |    |
| 14. | Valerija Keda              | Litvánia           | 31.72         | 59.89  | 91.61  |    |
| 15. | Lara Gucek                 | Szlovénia          | 30.32         | 61.14  | 91.46  |    |
| 16. | Sam Jansen                 | Hollandia          | 37.89         | 49.72  | 87.61  |    |
| 17. | Ekin Saygi                 | Törökország        | 30.61         | 53.07  | 83.68  |    |
| 18. | Josephine Kaersgaard       | Dánia              | 29.82         | 51.68  | 81.50  |    |
| 19. | Herdis Birna Hjaltalin     | Izland             | 27.89         | 50.06  | 77.95  |    |
| 20. | Elisavet Voulgari          | Görögország        | 24.66         | 46.73  | 71.39  |    |
| 21. | Daniella Vanessa Ipsaridou | Ciprus             | 20.71         | 34.30  | 55.01  |    |